# GUBA
GUBA（グバ）は、YouTubeに類似した動画共有サイトの一つ。

## 概要
Youtubeと同じように、誰でも自由に動画を投稿できる。また、プレミアムによるビデオダウンロードサービスも開始されている。
運営会社はサンフランシスコの金融街にある。ベンチャーキャピタルのTom McInerneyaによって共同設立された。 
2010年（平成22年）の年末に突然閉鎖された。

## 来歴
- 1998年（平成10年） … 設立
- 2010年（平成22年） … 閉鎖